# Obovaria rotulata
Obovaria rotulata é uma espécie de bivalve da família Unionidae.
É endémica dos Estados Unidos da América. Os seus habitats naturais são rios, estando ameaçada por perda desse habitat.